# Du Mu

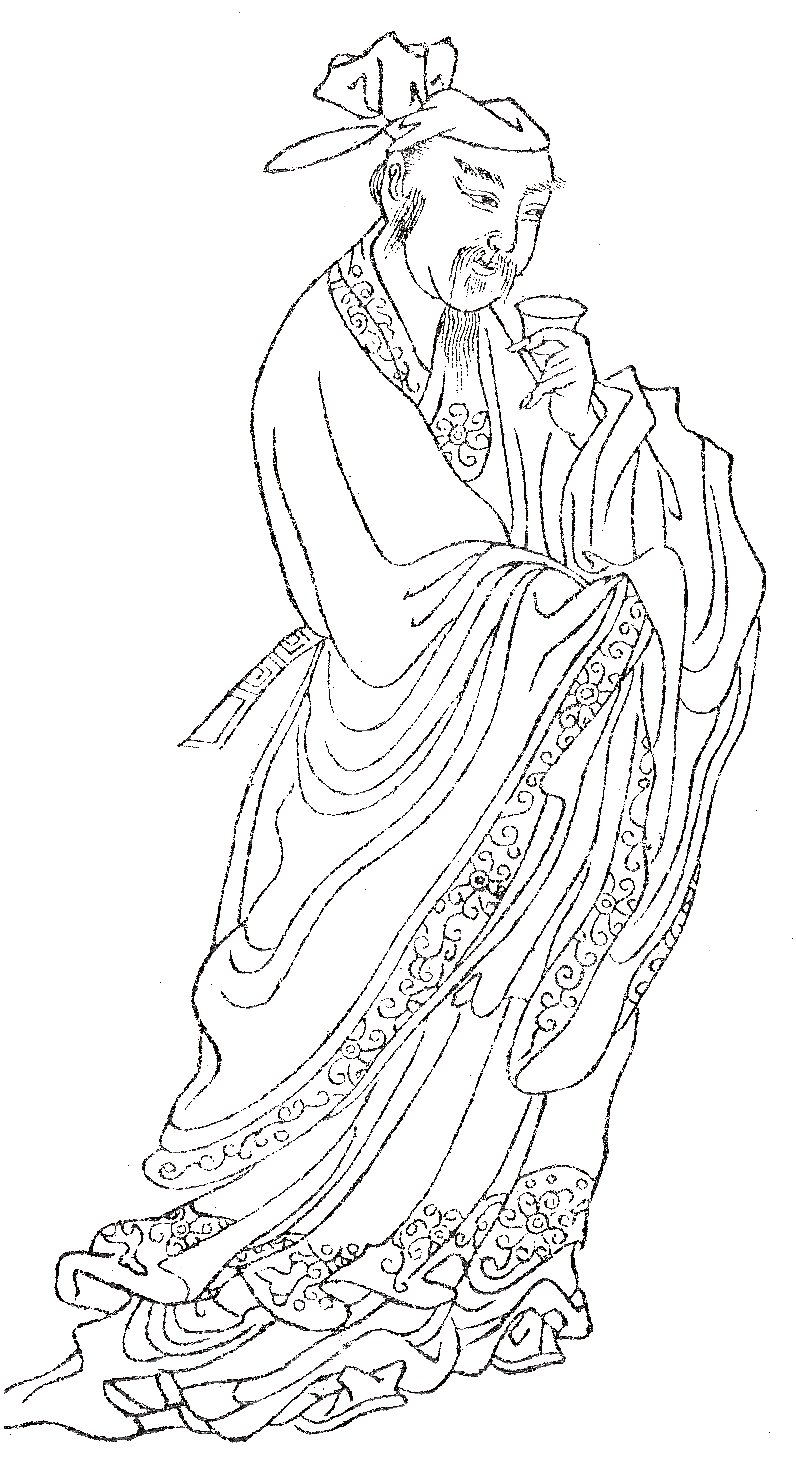
Du Mu

Du Mu (杜牧, pinyin: Dù Mù; Chang'an 803 - 852) escritor chino de la dinastía Tang. Sus obras tienen un estilo romántico y espontáneo. Poeta lírico a menudo inspirado por cortesanas, se servía de la Historia para hablar de su época.
Aprobó el examen jinshi en 827 y ocupó varios puestos oficiales, pero nunca llegó a tener un alto cargo a causa de sus enemigos.
Tuvo mucho éxito en las modalidades poéticas shi, fu y en antigua prosa china. Escribió también grandes poemas narrativos, un comentario en el Arte de la guerra y varias cartes oficiales a altos cargos. Estuvo muy influenciado por Du Fu, Li Bai, Han Yu y Liu Zongyuan.
Se le suele asociar con otro poeta, Li Shangyin como los llamados Pequeños Li Du (小李杜), en contraste con los Grandes Li Du: Li Bai y Du Fu.